# Celso José Pinto da Silva
Dom Celso José Pinto da Silva (Rio de Janeiro, 29 de outubro de 1933 - Teresina, 28 de setembro de 2018) foi um arcebispo católico brasileiro, emérito de Teresina, no Piauí.

## Biografia
Foi ordenado sacerdote em Roma no dia 14 de março de 1959, e foi sagrado bispo-auxiliar da Arquidiocese do Rio de Janeiro no dia 1 de maio de 1978, sendo titular da Diocese de Urusi.
Tornou-se bispo da então Diocese de Vitória da Conquista em 4 de julho de 1981, e foi transferido para a Arquidiocese de Teresina, no Piauí, em 21 de fevereiro de 2001.
Retirou-se, por limite de idade, em 3 de setembro de 2008.